# Korpsets bedste Mand
Korpsets bedste Mand er en amerikansk stumfilm fra 1921 af Lambert Hillyer.

## Medvirkende
- William S. Hart som O'Malley
- Eva Novak som Rose Lanier
- Leo Willis som Red Jaeger
- Alfred Allen som Judson
- Bert Sprotte
- Antrim Short som Bud Lanier